# Nebojša Mirković
Nebojša Mirković (...) è un ex giocatore di football americano serbo, che ha giocato nel ruolo di defensive lineman.